# Crotalaria rzedowskii
Crotalaria rzedowskii är en ärtväxtart som beskrevs av J.Espinosa. Crotalaria rzedowskii ingår i släktet sunnhampor, och familjen ärtväxter. Inga underarter finns listade i Catalogue of Life.